# 1736 na ciência

## Nascimentos
| Data          | Nome                        | Profissão               | Nacionalidade                   | Observações | Ref |  |
| ------------- | --------------------------- | ----------------------- | ------------------------------- | ----------- | --- |  |
| 19 de janeiro | James Watt                  | matemático e engenheiro | Reino da Grã-Bretanha (Escócia) | m. 1819     |     |  |
| 25 de janeiro | Joseph Louis Lagrange       | matemático              | Piemonte                        | m. 1813     |     |  |
| 14 de junho   | Charles-Augustin de Coulomb | físico                  | França                          | m. 1806     |     |  |

## Mortes
| Data           | Nome         | Profissão          | Nacionalidade | Observações                        | Ref   |
| -------------- | ------------ | ------------------ | ------------- | ---------------------------------- | ----- |
| 7 de fevereiro | Stephen Gray | físico e astrónomo | Inglaterra    | n. 1666 Medalha Copley 1731 e 1732 | [ 1 ] |

## Prémios
- Medalha Copley - John Theophilus Desaguliers[1]